# Giro de los Apeninos 2019
La 80.ª edición de la clásica ciclista Giro de los Apeninos fue una carrera en Italia que se celebró el 28 de abril de 2019 con inicio en la ciudad de Novi Ligure y final en la ciudad de Génova sobre un recorrido de 198,7 kilómetros.
La carrera formó parte del UCI Europe Tour 2019, dentro de la categoría UCI 1.1. El vencedor fue el italiano Mattia Cattaneo del Androni Giocattoli-Sidermec seguido de los también italianos Fausto Masnada, compañero de equipo del ganador, y Simone Ravanelli del Biesse Carrera.

## Equipos participantes
Tomaron parte en la carrera 22 equipos: 7 de categoría Profesional Continental, 14 de categoría Continental y la selección nacional de Italia, formando así un pelotón de 148 ciclistas de los que acabaron 87. Los equipos participantes fueron:
| Equipos continentales profesionales (7)- Bardiani CSF - Neri Sottoli-Selle Italia-KTM - Androni Giocattoli-Sidermec - Caja Rural-Seguros RGA - Euskadi Basque Country-Murias - Gazprom-RusVelo - Nippo Vini Fantini Faizanè Equipos continentales (13)- Biesse Carrera Gavardo - Giotti Victoria-Palomar - Sangemini-Trevigiani-MG.Kvis - Team Colpack - Petroli Firenze-Maserati-Hopplà - Felbermayr Simplon Wels - Coldeportes Bicicletas Strongman - Cycling Team Friuli - D'Amico-UM Tools - Iseo Serrature-Rime-Carnovali - Maloja Pushbikers - Swiss Racing Academy - Amore & Vita-Prodir Equipo nacional- Italia |
| |

## Clasificación final
- Las clasificaciones finalizaron de la siguiente forma:[3]

| \| Clasificación general \| Clasificación general \| Clasificación general \| Clasificación general \| Clasificación general \| \| Ciclista \| Ciclista \| Equipo \| Tiempo \| \| \| --------------------- \| --------------------- \| ----------------------------- \| --------------------- \| --------------------- \| \| 1.º \| Mattia Cattaneo \| Androni Giocattoli-Sidermec \| 4 h 40 min 51 s \| \| \| 2.º \| Fausto Masnada \| Androni Giocattoli-Sidermec \| + 25 s \| \| \| 3.º \| Simone Ravanelli \| Biesse Carrera \| + 25 s \| \| \| 4.º \| Mikel Bizkarra \| Euskadi Basque Country-Murias \| + 25 s \| \| \| 5.º \| Federico Zurlo \| Giotti Victoria-Palomar \| + 49 s \| \| \| 6.º \| Marco Canola \| Nippo-Vini Fantini-Faizanè \| + 49 s \| \| \| 7.º \| Serguéi Shílov \| Gazprom-RusVelo \| + 49 s \| \| \| 8.º \| Andrea Vendrame \| Androni Giocattoli-Sidermec \| + 49 s \| \| \| 9.º \| Francesco Gavazzi \| Androni Giocattoli-Sidermec \| + 49 s \| \| \| 10.º \| Simone Velasco \| Neri Sottoli-Selle Italia-KTM \| + 49 s \| \| |                   |                               |                 |
| |                   |                               |                 |
| Fuente: ProCyclingStats |                   |                               |                 |
| Clasificación general |                   |                               |                 |
| Ciclista | Ciclista          | Equipo                        | Tiempo          |
| 1.º | Mattia Cattaneo   | Androni Giocattoli-Sidermec   | 4 h 40 min 51 s |
| 2.º | Fausto Masnada    | Androni Giocattoli-Sidermec   | + 25 s          |
| 3.º | Simone Ravanelli  | Biesse Carrera                | + 25 s          |
| 4.º | Mikel Bizkarra    | Euskadi Basque Country-Murias | + 25 s          |
| 5.º | Federico Zurlo    | Giotti Victoria-Palomar       | + 49 s          |
| 6.º | Marco Canola      | Nippo-Vini Fantini-Faizanè    | + 49 s          |
| 7.º | Serguéi Shílov    | Gazprom-RusVelo               | + 49 s          |
| 8.º | Andrea Vendrame   | Androni Giocattoli-Sidermec   | + 49 s          |
| 9.º | Francesco Gavazzi | Androni Giocattoli-Sidermec   | + 49 s          |
| 10.º | Simone Velasco    | Neri Sottoli-Selle Italia-KTM | + 49 s          |

## UCI World Ranking
El Giro de los Apeninos otorgó puntos para el UCI World Ranking para corredores de los equipos en las categorías UCI WorldTeam, Profesional Continental y Equipos Continentales. Las siguientes tablas son el baremo de puntuación y los 10 corredores que obtuvieron más puntos:
| Posición   | 1.º | 2.º | 3.º | 4.º | 5.º | 6.º | 7.º | 8.º | 9.º | 10.º | 11.º | 12.º | 13.º-15.º | 16.º-25.º |
| Puntuación | 125 | 85  | 70  | 60  | 50  | 40  | 35  | 30  | 25  | 20   | 15   | 10   | 5         | 3         |

| Clasificación |                   |                               |        |
| Posición      | Ciclista          | Equipo                        | Puntos |
| ------------- | ----------------- | ----------------------------- | ------ |
| 1.º           | Mattia Cattaneo   | Androni Giocattoli-Sidermec   | 125    |
| 2.º           | Fausto Masnada    | Androni Giocattoli-Sidermec   | 85     |
| 3.º           | Simone Ravanelli  | Biesse Carrera                | 70     |
| 4.º           | Mikel Bizkarra    | Euskadi Basque Country-Murias | 60     |
| 5.º           | Federico Zurlo    | Giotti Victoria               | 50     |
| 6.º           | Marco Canola      | Nippo-Vini Fantini-Faizanè    | 40     |
| 7.º           | Sergey Shilov     | Gazprom-RusVelo               | 35     |
| 8.º           | Andrea Vendrame   | Androni Giocattoli-Sidermec   | 30     |
| 9.º           | Francesco Gavazzi | Androni Giocattoli-Sidermec   | 25     |
| 10.º          | Simone Velasco    | Neri Sottoli-Selle Italia-KTM | 20     |